# حسين العذل
حسين بن عبد الرحمن العذل رجل أعمال سعودي من مواليد مدينة القصيم ( الرس )، شغل منصب الأمين العام للغرفة التجارية الصناعية في الرياض من مايو عام 1996م حتى شهر ديسيمبر 2012.

## أعماله
- أمين عام الغرفة التجارية الصناعية بالرياض من مايو 1996م إلى 2012-2013م .
- عضو في مركز الأمير سلمان الاجتماعي .
- رئيس شركة الديموم للتجارة والخدمات الطبية المحدودة من عام 1994م – 1996م .
- المدير التنفيذي لمجموعة شركات فال من عام 1991م – 1994م وأنسحب منها وترك العمل لأقاربه .
- المدير التنفيذي للشركة العربية العامة للخدمات الطبية المحدودة ( جاما ) – إحدى شركات مجموعة فال من عام 1982م – 1991م .
- شغل مناصب مختلفة في قطاعات وزارة الداخلية تركزت في مجال الإحصاء وانتهت بوظيفة مدير عام لإحدى إدارات الحقوق الرئيسية قبل التقاعد المبكر من عام 1962م – 1982.

## تعليمه
- ماجستير إدارة أعمال – جامعة سياتل – ولاية واشنطن – الولايات المتحدة الأمريكية عام 1977م .
- بكالوريوس إدارة أعمال – جامعة سياتل – ولاية واشنطن – الولايات المتحدة الأمريكية عام 1976م .
- شهادة في الإحصاء – المركز الدولي لتعليم الإحصاء – بيروت – لبنان عام 1965م.